# Boris Rotenberg
Boris Romanovich Rotenberg, född 3 januari 1957 i Leningrad, är en rysk-finsk affärsman och oligark. Tillsammans med sin bror Arkadij Rotenberg är han delägare i företagsgruppen Strojgazmontazj (SGM) som bland annat bygger gas- och oljeledningar åt statliga Gazprom.
Rotenberg är vice ordförande för Ryska judofederationen och ägare av fotbollsklubben PFK Sotji. Han var tidigare ordförande för fotbollsklubben FK Dynamo Moskva. Han är barndomsvän till Rysslands president Vladimir Putin och har sedan 2014 funnits med på EU:s och USA:s sanktionslistor som upprättades efter Krimkrisen och Kriget i östra Ukraina.